# Kiz
Kiz est un groupe de Neue Deutsche Welle allemand. Le groupe est actif dans les années 1980. Le groupe est un one-hit wonder avec Die Sennerin vom Königssee qui fait partie des meilleures ventes de disques en Allemagne en 1983.

## Biographie
Joachim « Daddes » Gaiser est déjà le chanteur du groupe de rock Shakin' Daddes Band avec qui il donnera 600 concerts de 1976 à 2003. Il rencontre d'autres musiciens comme Ulrich « James » Herter, Chutichai « Schuti » Indrasen et Thomas « Stibbich » Dörr qui a été batteur pour Hubert Kah. 
Kiz est formé en 1982. En 1983 sort leur unique album, Vom Königssee in ferne Länder. Le single Die Sennerin vom Königssee atteint les classements allemands, suisses et autrichiens,,. Le groupe cesse ses activités en 1984.
Ensuite Joachim Gaiser présente des émissions et écrit dans des journaux musicaux du Bade-Wurtemberg. Il produit aussi des concerts avec des groupes célèbres dans les années 1960 et 1970. Par ailleurs, il met en scène des comédies musicales, dont une avec Isabel Varell. Il meurt en 2004 d'un cancer du poumon. Thomas Dörr joue ensuite dans les groupes Camouflage et Illi-Noize. Avec Ulrich Herter, il forme le duo Two of Us de 1985 à 1988. Herter devient le premier producteur des Fool's Garden.

## Discographie

### Album studio
- 1983 : Vom Königssee in ferne Länder

### Singles
- 1982 : Die Sennerin vom Königsee
- 1982 : Mein Herz ist klein
- 1983 : Reisefieber
- 1984 : Wo sind meine Alpen